# Trygonorrhina fasciata
Trygonorrhina fasciata es una especie de peces de la familia Rhinobatidae en el orden de los Rajiformes.

## Morfología
• Los machos pueden llegar alcanzar los 126 cm de longitud total y los 6.700 g de peso.

## Alimentación
Come moluscos y otros invertebrados.

## Distribución geográfica
Se encuentra en las  costas de Australia.